# 奥黛特·朱弗里达
奥黛特·朱弗里达（義大利語：Odette Giuffrida，1994年10月12日—），義大利柔道運動員，她代表義大利隊參加了日本舉行的2020年夏季奧林匹克運動會，並且在女子52公斤級比賽上獲得銅牌。